# Pozdišovce
Pozdišovce est un village de Slovaquie situé dans la région de Košice.

## Histoire
Première mention écrite du village en 1315.

## Démographie

### Évolution de la population
| Année:               | 1994. | 2004.   | 2014.   | 2024.   |
| -------------------- | ----- | ------- | ------- | ------- |
| Nombre de personnes: | 1183  | 1227    | 1289    | 1307    |
| Différence:          |       | +3,71 % | +5,05 % | +1,39 % |

| Année:               | 2023. | 2024.   |
| -------------------- | ----- | ------- |
| Nombre de personnes: | 1312  | 1307    |
| Différence:          |       | -0,38 % |

## Politique
| Nom          | Parti politique      | Date de l'élection | Fin du mandat |
| ------------ | -------------------- | ------------------ | ------------- |
| Ján Čižmárik | Candidat indépendant | 02.12.2006         | Déc. 2010     |